# Pardosa baoshanensis
Pardosa baoshanensis là một loài nhện trong họ Lycosidae.
Loài này thuộc chi Pardosa. Pardosa baoshanensis được Jia-Fu Wang & Qiu miêu tả năm 1991.